# Repenomamus
Repenomamus – wymarły rodzaj prassaka z rodziny Gobiconodontidae. Odkryty w Chinach (Liaoning) w 2000. Żył przed około 130 mln lat, we wczesnej kredzie.
Repenomamus giganticus mierzył około jednego metra długości i ważył  12–14 kilogramów, co czyni go największym znanym ssakiem który żył w Mezozoiku.  
Odkryto osobnika z gatunku Repenomamus robustus, który zawierał fragmenty szkieletu psitakozaura w żołądku. Dowodzi to, że ssak ten odżywiał się dinozaurami, jakkolwiek nie jest możliwe ustalenie, czy polował na nie, czy też wyszukiwał ich martwe szczątki. Wcześniej znane już były inne przypadki ssaków z ery mezozoicznej, które odżywiały się dinozaurami.

## Etymologia
- Repenomamus: łac. repens, repentis „pełzajacy, czołgający” (tj. gad), od repo „czołgać, pełzać”; mamma „pierś, wymię” (tj. ssak)[1].
- robustus „silny, mocny”, od robur, roboris „drzewo liściaste”[1].

## Podział systematyczny
Do rodzaju należały dwa gatunki:
- Repenomamus giganticus Hu, Meng, Y.-g. Wang & Ch.-k. Li, 2005
- Repenomamus robustus J.-l. Li, Y. Wang, Y.-g.Wang & Ch.-k. Li, 2000